# Dead man's hand
Pour les articles homonymes, voir Dead Man's Hand.

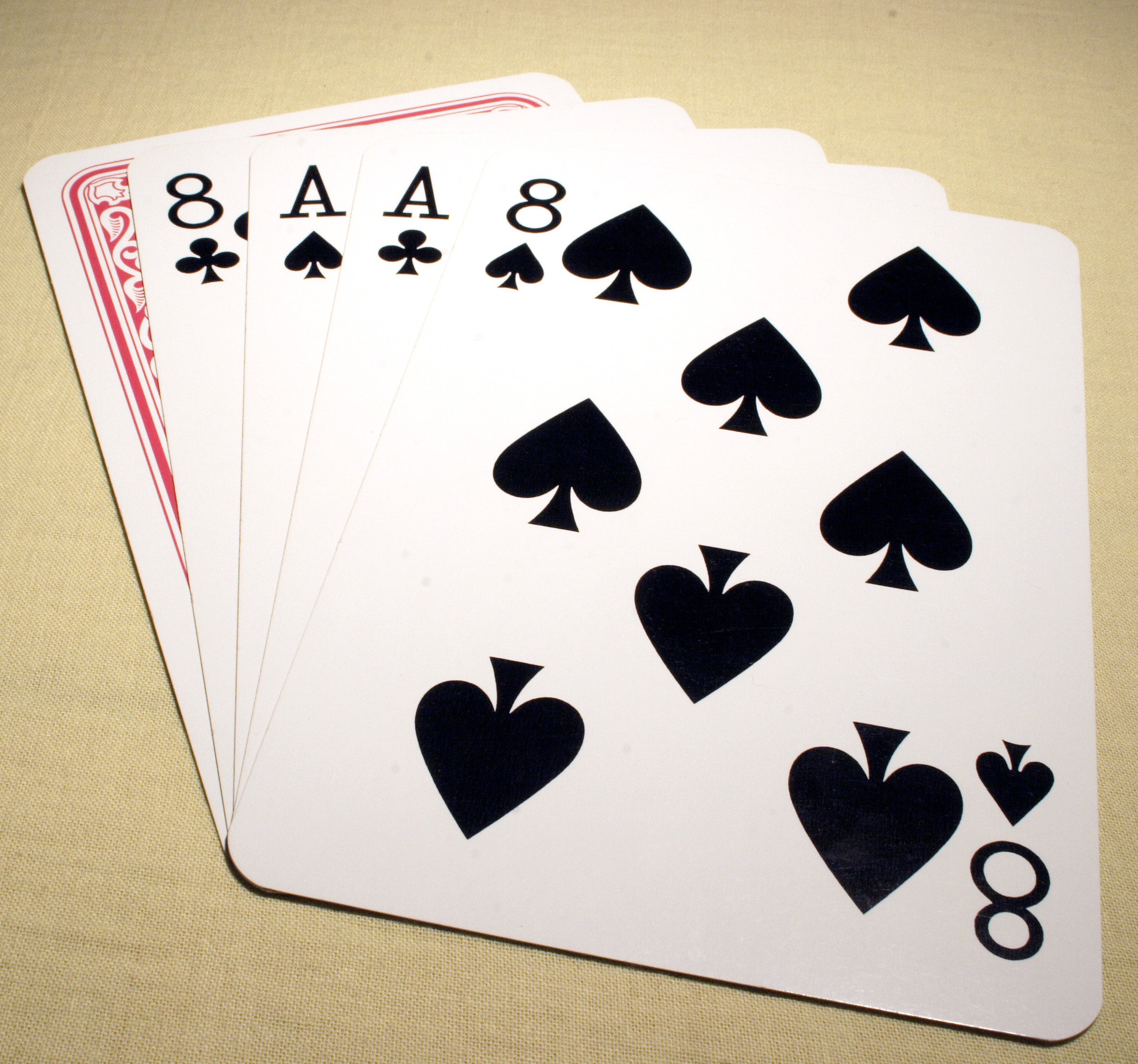
La dead man's hand.

La dead man's hand (la « main de l'homme mort » ou la « main du mort ») est une main particulière au poker, c'est-à-dire une combinaison spécifique de cartes. Elle a la réputation d'être « maudite ».

## Description
Historiquement, la dead man's hand a désigné différentes combinaisons de cartes, mais actuellement elle correspond à une double paire d'as et de 8 si toutes ces cartes sont de la couleur noire (pique ou trêfle). La cinquième carte n'ayant pas d'importance dans cette désignation. Par analogie, au Texas hold'em, on donne le même nom à un as et un 8 de couleur noire, sans notion de paire. 

## Origine du nom
Le nom de cette main provient de la figure emblématique de l'Ouest américain Wild Bill Hickok qui aurait eu cette main lorsqu'il fut abattu par Jack McCall à sa table de poker d'un saloon de Deadwood en 1876.

## Postérité
La division des homicides du Las Vegas Metropolitan Police Department utilise un symbole reprenant ces cartes.
Le chanteur Bob Dylan évoque cette combinaison de cartes dans sa chanson Rambling, Gambling Willie. Motörhead y fait aussi référence dans son morceau Ace of Spades, ainsi que Bring Me The Horizon dans Alligator Blood.
Cette combinaison as et 8 au poker est mentionnée dans le film Along Came a Spider (Le Masque de l'araignée) de Lee Tamahori sorti en 2001 avec Morgan Freeman
Cette main apparaît également dans le film "La Ballade de Buster Scuggs" pendant la scène où Scruggs arrive à Frenchman's Gulch et prend la place d'un joueur de poker et se retrouve à jouer avec cette main
Dans le tome 30 de la BD Lucky Luke "Calamity Jane", cette main y est également mentionnée.
Dans le film d'animation de Gore Verbinski, Rango (2011), lorsque ce dernier entre dans un saloon, à la table de poker, on peut voir un hibou portant un chapeau haut-de-forme poser un as de pique noir et un huit de trèfle noir.
Dans le film John Wick 4 (2023), le héros éponyme joue au poker à Berlin, et a une dead man's hand.
Dans la compagnie de catch Impact Wrestling (2012) une équipe arrive prenant la gimmick d'un MC (gang de motard) sous le nom de Ace's and Eights ayant pour logo une Dead Man's Hand. Le nom de leurs musiques d'entrées sont également nommées : Dead Man's Hand